# Bubalopa obscuricornis
Bubalopa obscuricornis är en insektsart som beskrevs av Carl Stål. Bubalopa obscuricornis ingår i släktet Bubalopa och familjen hornstritar. Inga underarter finns listade i Catalogue of Life.